# Klimbaars
De Klimbaars (Anabas testudineus) is een straalvinnige vis uit de familie van klimbaarzen (Anabantidae) en behoort derhalve tot de orde van baarsachtigen (Perciformes).

## Kenmerken
Deze gedrongen, omnivore vis kan een lengte bereiken van 25 cm en een gewicht van 150 gram. Het lichaam is effen grijs, olijfgroen of bruin. De aars- en rugvin worden gesteund door stekelige vinstralen. Volwassen mannetjesvissen hebben langere staartvinnen dan de vrouwtjesexemplaren.

## Leefwijze
Meestal kruipen deze vissen tijdens een droge periode in de modder, maar soms kruipen ze op het land van het ene poeltje naar het andere. Uit het water kunnen ze dagenlang in leven blijven.

## Verspreiding en leefgebied
De klimbaars komt voor in zoet en brak water met een laag zuurstofgehalte. De vis prefereert een tropisch klimaat. Het verspreidingsgebied beperkt zich tot Zuid- en Zuidoost-Azië, van waar hij zich langzaam verspreid heeft van Indonesië tot Papoea-Nieuw-Guinea en de Australische eilanden Boigu en Saibai. De vis komt voor in laag gelegen moerassen, meren, kanalen en poelen.

## Relatie tot de mens
De klimbaars is voor de visserij van aanzienlijk commercieel belang. In de hengelsport wordt er weinig op de vis gejaagd. Tevens wordt de soort gevangen voor commerciële aquaria.